# Chilango
Chilango(a) é um termo pejorativo ou apelido dado aos nascidos no México, em sua capital Cidade do México (DF).  São conhecidos também como los chilangos.